# Гвианское течение
Гвианское (Карибское) течение — тёплое течение в Атлантическом океане у северо-восточных берегов Южной Америки, ветвь Южного Пассатного течения. Начинается в районе мыса Сан-Роки (Бразилия), самой восточной точки обеих Америк, и течёт на северо-запад вдоль берегов Гвианы до слияния с Северным Пассатным течением. Скорость течения составляет 1,8-2,3 км/ч. Температура вод течения у поверхности — 26—28 °C.